# Andrij Sadovy
Andrij Ivanovitsj Sadovy (Oekraïens: Андрій Іванович Садовий) (Lviv, 19 augustus 1968) is een Oekraïens politicus en ondernemer. Sadovy is de partijleider van de groep Samopomitsj. Daarnaast is hij de burgemeester van Lviv sinds 25 april 2006.